# 今岡梨惠
今岡 梨惠（いまおか りえ、1978年12月18日 - ）は日本のタレント、モデル、ネイリスト、ネイルサロン『R DECO（アールデコ）』オーナー。エヴァーグリーン・クリエイティヴ所属、大阪府出身。夫は元プロ野球選手の野球評論家・今岡真訪。

## 略歴
独身時代の1998年、岩永梨恵名義で『ナイトinナイト』（朝日放送）アシスタントのテレビ公開オーディションに参加するも落選（優勝は宗政美貴）。1999年に結婚した後は、ネイリストとして数々の賞を受賞し、2004年12月に自らオーナーを務めるネイルサロン「R DECO」を大阪市・北浜にオープン、ファッションセンスとネイル技術を活かす。現在は光文社のファッション誌『Mart』の専属モデルを務める他、テレビ出演などで活動する。夫の誠との間に息子が1人いる。

## テレビ
- ナイトinナイト（朝日放送・1998年） - アシスタント公開オーディション
- ズームイン!!SUPER （よみうりテレビ・2005年10月） - 密着取材
- ゲツキン!（よみうりテレビ・2005年12月〜2006年6月） - レギュラー
- 中居正広の金曜日のスマたちへ（TBS・2005年7月1日） - 「金曜日の妻たちは…」に出演
- ジャンクSPORTS（フジテレビ・2006年11月19日）
- ハピふる!（フジテレビ・2008年2月20日）
- 水トク!・壮絶人生ドキュメント プロ野球選手の妻たち〜これぞ女の大勝負スペシャル〜 （TBS・2008年3月12日）
- 踊る踊る踊る!さんま御殿!!スペシャル（日本テレビ・2008年5月20日）
- 愛と涙の仕掛け人! ウエディングプランナー（フジテレビ・2008年6月9日）
- 週末おでかけ情報サイト どこ行く?（サンテレビ・2008年6月15日）
- ネプリーグ（フジテレビ・2008年7月28日）
- 魔女たちの22時（日本テレビ・2009年5月5日）

## 雑誌
- 『Mart』光文社
- 『25ans』ハースト婦人画報社
- 『GLAMOROUS』講談社
- 『CLASSY.』光文社